# Slovo (album)
Pour les articles homonymes, voir Slovo.
Albums de Arkona
Stenka Na Stenku
(2011)
Slovo (en russe : Слово) est le sixième album du groupe russe de folk metal Arkona. Il est sorti le 26 août 2011 chez Napalm Records.
Un orchestre de chambre et un chœur professionnel ont été utilisés sur l'album

## Liste des titres
Toutes les chansons sont écrites et composées par Masha "Scream", sauf "Zimushka" - paroles et musique traditionnelles.
| Slovo | Slovo                                     | Slovo                   | Slovo | Slovo | Slovo | Slovo | Slovo | Slovo | Slovo |
| No    | Titre                                     | Traduction (anglais)    | Durée |       |       |       |       |       |       |
| ----- | ----------------------------------------- | ----------------------- | ----- | ----- | ----- | ----- | ----- | ----- | ----- |
| 1.    | Az (Азъ)                                  | A                       | 2:12  |       |       |       |       |       |       |
| 2.    | Arkaim (Аркаим)                           | Arkaim                  | 5:54  |       |       |       |       |       |       |
| 3.    | Bolno mne (Больно мне)                    | I'm in Pain             | 5:43  |       |       |       |       |       |       |
| 4.    | Leshiy (Леший)                            | Leshiy                  | 4:21  |       |       |       |       |       |       |
| 5.    | Zaklyatye (Заклятье)                      | Incantation             | 5:16  |       |       |       |       |       |       |
| 6.    | Predok (Предок)                           | Ancestor                | 2:14  |       |       |       |       |       |       |
| 7.    | Nikogda (Никогда)                         | Never                   | 4:44  |       |       |       |       |       |       |
| 8.    | Tam za tumanami (Там за туманами)         | There, Beyond the Mists | 3:53  |       |       |       |       |       |       |
| 9.    | Potomok (Потомок)                         | Descendant              | 0:55  |       |       |       |       |       |       |
| 10.   | Slovo (Слово)                             | Word                    | 5:28  |       |       |       |       |       |       |
| 11.   | Odna (Одна)                               | Alone                   | 5:52  |       |       |       |       |       |       |
| 12.   | Vo moyom sadochke... (Во моём садочке...) | In My Garden...         | 5:10  |       |       |       |       |       |       |
| 13.   | Stenka na stenku (Стенка на стенку)       | Wall on Wall            | 2:36  |       |       |       |       |       |       |
| 14.   | Zimushka (Зимушка)                        | Winter                  | 5:50  |       |       |       |       |       |       |
| 57:24 |                                           |                         |       |       |       |       |       |       |       |

## Crédits
- Masha "Scream" - Chant, clavier et percussions
- Sergei "Lazar" - Guitare
- Ruslan "Kniaz" - Basse
- Vlad "Artist" - Batterie, percussions
- Vladimir "Volk" -  Instruments ethniques

### Production
- Produit par Masha "Scream" Arhipova & Sergey Lazar